# 帰去来 (アルバム)
『帰去来』（ききょらい）は、シンガーソングライターさだまさしの1976年11月25日発表のソロ1枚目のオリジナル・アルバム。また、同名の歌詩・エッセイ集を同年に刊行している。

## 概要
タイトルの由来は陶淵明の詩『帰去来の辞』から。1976年4月にグレープを解散してから、半年間の休養（この間、さだは就職を試みたりした）の後に制作された。当初さだは渡辺俊幸との新ユニット結成の意向を持っていたが、渡辺は裏方としてさだを支えることを望み、プロデューサーとなった。
累計売上は64万枚を記録。
さだはグレープ時代からライナーノーツに自ら全楽曲の解説文を書いているが、このアルバムには楽曲ごとの解説文がない（次作『風見鶏』以降は再び全楽曲の解説文を書いている）。後に歌詩集『時のほとりで』（新潮文庫）を出版した際に、『帰去来』収録曲については解説文があらたに書き下ろされた。
ジャケットには、さだが和服の女性と話しているセピア色の写真が使われている。この写真はさだが通りすがりの女性から道を尋ねられたのを、同行していたカメラマンの森田研作が何気なく撮影したものである。ジャケットへの使用許可を得るためにこの女性を探し出すのに苦労したという。後のベストアルバム『昨日達…（イエスタデイズ）』（1981年11月）のジャケット・デザインはこのアルバム・ジャケットをパロディ化したものである。

## 収録曲

### LP / CT
| 全作詞・作曲: さだまさし、全編曲: 渡辺俊幸。 |                     |            |            |                        |      |
| #                                            | タイトル            | 作詞       | 作曲・編曲 | ストリングス・アレンジ | 時間 |
| 1.                                           | 「多情仏心」        | さだまさし | さだまさし |                        | 2:45 |
| 2.                                           | 「線香花火」        | さだまさし | さだまさし | 青木望                 | 3:13 |
| 3.                                           | 「異邦人」          | さだまさし | さだまさし |                        | 5:52 |
| 4.                                           | 「冗句 (ジョーク)」 | さだまさし | さだまさし | 服部克久               | 2:32 |
| 5.                                           | 「第三病棟」        | さだまさし | さだまさし | 服部克久               | 4:02 |
| 6.                                           | 「夕凪」            | さだまさし | さだまさし | 服部克久               | 5:10 |
| 合計時間:                                    | 合計時間:           | 合計時間:  | 23:34      |                        |      |

| 全作詞・作曲: さだまさし、全編曲: 渡辺俊幸。 |                |            |            |                        |      |
| #                                            | タイトル       | 作詞       | 作曲・編曲 | ストリングス・アレンジ | 時間 |
| 1.                                           | 「童話作家」   | さだまさし | さだまさし | 服部克久               | 3:46 |
| 2.                                           | 「転宅」       | さだまさし | さだまさし | 青木望                 | 5:11 |
| 3.                                           | 「絵はがき坂」 | さだまさし | さだまさし |                        | 3:49 |
| 4.                                           | 「指定券」     | さだまさし | さだまさし |                        | 3:40 |
| 5.                                           | 「胡桃の日」   | さだまさし | さだまさし |                        | 3:57 |
| 6.                                           | 「多情仏心」   | さだまさし | さだまさし |                        | 1:50 |
| 合計時間:                                    | 合計時間:      | 合計時間:  | 22:13      |                        |      |

### 楽曲解説

#### アナログA面
1. 多情仏心
演奏時間2分余りの小品。エンディングも基本的に同じ楽曲である。原曲は1975年5月25日リリースの小柳ルミ子の「ほたる列車」で、冒頭部分をスローテンポにして歌詩を書き換えている。当初は「ひと雨くれば」のB面曲であったが1979年にSMSから再リリースされた際には「ほたる列車」がA面、「ひと雨くれば」がB面に変更された。
笙を吹いているのはさだの高校生時代からの友人で、「仏滅神主」と渾名された石川正人である。
2. 線香花火
本アルバムと同時にシングルとしてリリースされた、さだのソロデビュー曲。
さだの故郷長崎では精霊流しの夜に大量の花火を燃やし、精霊流し以降は線香花火などの地味な花火を楽しむ習慣がある。それゆえこの作品も晩夏の情景を歌っている。
線香花火の火球が落ちる時の「ジュッ」という擬音で終わる。さだ曰く「ひとつふたつみっつで始まりジュウ（10）で終わる」とのこと。
3. 異邦人
亡くなった元恋人の弔問のためにかつて過ごした町を訪れ、もはやそこに自分の居場所が無いことを実感する歌。
さだの作品としては初めて間奏部に台詞が入る形式となっている。ライブで演奏される機会も多いが、台詞は省略される場合がほとんどである。
4. 冗句 (ジョーク)
好きな女性に冗談ばかり言って、相手から「いい友達」としか思われていない男性の心情をコミカルなサウンドとともに、描いた歌。
5. 第三病棟
入院中に知り合った幼い少年患者との交流と、悲しい別れを明るい楽曲に包んで歌っている。
少年のかわいらしさを表現するトイ・ピアノの伴奏はさだ自身が弾いている。コンサートでも「ピアノ弾き語り」と称してトイ・ピアノを使うことがあり、ライヴ・アルバム『随想録』でもさだのトイ・ピアノを聴くことが出来る。
6. 夕凪
夕暮れの海を眺めながら恋人を思い出す歌。後にも同様のテーマの楽曲として「黄昏迄」が作られている。

#### アナログB面
1. 童話作家
グレープ時代に制作され、グレープのラストコンサートで初演された楽曲。
2. 転宅
さだの少年時代、父親の事業失敗によって豪邸から狭い長屋に移り住んだ時の経験を歌った自伝的作品。
グレープの吉田正美がギターで参加している。
3. 絵はがき坂
後にシングル「雨やどり」のカップリング曲となった。
「絵はがき坂」とはさだの造語（長崎の観光絵葉書によく使われるような坂という程度の意味）であって実在の地名ではないが、リリース後には長崎市内で「絵はがき坂」の場所を訪ね歩くファンの姿が見られたという。
モデルとなっているのは、さだが少年時代を過ごした活水地区、特に、さだの妹・玲子の母校である活水女子大学の風景である。坂にいる「学生達」はそこの女生徒という設定。有名なオランダ坂は活水地区にある。
上記の設定にした理由についてさだは、「妹に、『曲の中に自分の母校を出せ!!』と脅された。」と冗談交じりで自身のエッセイ集『ゆめいくみはっぴい（夢行身発飛）』1巻に述べている。
イントロ部分は文化放送『さだまさしのセイ!ヤング』の葉書紹介コーナーのオープニングに使われていた。
4. 指定券
ソロ・デビューシングル「線香花火」のカップリング曲。一度は恋人と別れ、故郷に戻る決意をした主人公の揺れ動く思いを歌った作品。舞台は東京駅で、イントロに東京駅の「…16時30分発さくら号、長崎・佐世保行き、間もなく発車を致します。…」という構内アナウンスが入っている。ちなみに上記のさくら号は約30年後のアルバム『とこしへ』に収録されている「さよならさくら」で作品のテーマとなる。
5. 胡桃の日
エレキギターとストリングス、ドラムのスリリングな演奏が特徴のロック調の楽曲。
ライブでは、マリンビスト宅間久善のマリンバを主体にしたアレンジがされ、『書簡集』に収録されている。
6. 多情仏心
「胡桃の日」の後奏がヒートアップした直後に破裂音が入り、そのままこの曲に入る。女性のコーラスと鉄琴が追加されている。
アルバムの序曲と終曲を同じ曲にして統一感を出す手法をさだはこの後もよく使っており、『夢供養』（1979年）、『Glass Age』（1984年）、『逢ひみての』（1993年）などで見ることができる。

## 参加したミュージシャン
- リード・ボーカル：さだまさし（ヴァイオリン・ソロ B面2/トイピアノ A面5）
- アコースティックギター：笛吹利明（A面1-3.5 B面1.2.4.6/12弦ギター A面5）、吉田正美（B面2）、吉川忠英 （B面3.5）
- エレキギター：松原正樹（A面2-4.6 B面1.4.5）
- バンジョー：谷康一 （B面3）
- マンドリン：寺沢千恵子（A面3 B面3）
- ピアノ：江夏健二（A面2.6 B面5)、渡辺俊幸（B面1.2）
- エレクトリックピアノ：渡辺俊幸（A面1.2 B面1.6）、江夏健二（A面3.4 B面3.4/オルガン A面6)
- シンセサイザー：渡辺俊幸（モーグ A面1 B面6/ソリーナ A面1.3 B面6）
- ベース：石山恵三（A面1-3 B面6）、宮下恵補（A面4 B面3.5）、高水健司（A面5 B面2）、小原礼（A面6）、斉藤正一（B面1.4）
- ドラムス：村上秀一（A面4.6 B面1.3-5）、見砂和照（A面2）
- パーカッション：穴井忠臣（A面1.2.4 B面1.4-6）、宅間久善（グロッケンシュピール A面3.5）
- 笙：石川正人（A面1）
- ハーモニカ：崎元護（A面3）
- リコーダー：衛藤幸雄、中谷望（B面3）
- オーボエ：坂宏之（B面4）
- ハープ：山川恵子（A面4.5）
- ストリングス：大野アンサンブル（A面2.4-6 B面1.2.4.5）
- 女性ボーカル：伊集加代子（A面1.2 B面6）
- コーラス：三井誠、浜田金吾（A面4）（共にクラフトのメンバー）

## 注記
- すべて作詩：さだまさし
- 作曲：さだまさし（「冗句」「夕凪」渡辺俊幸）